# Ukrainische Botschaft in Budapest

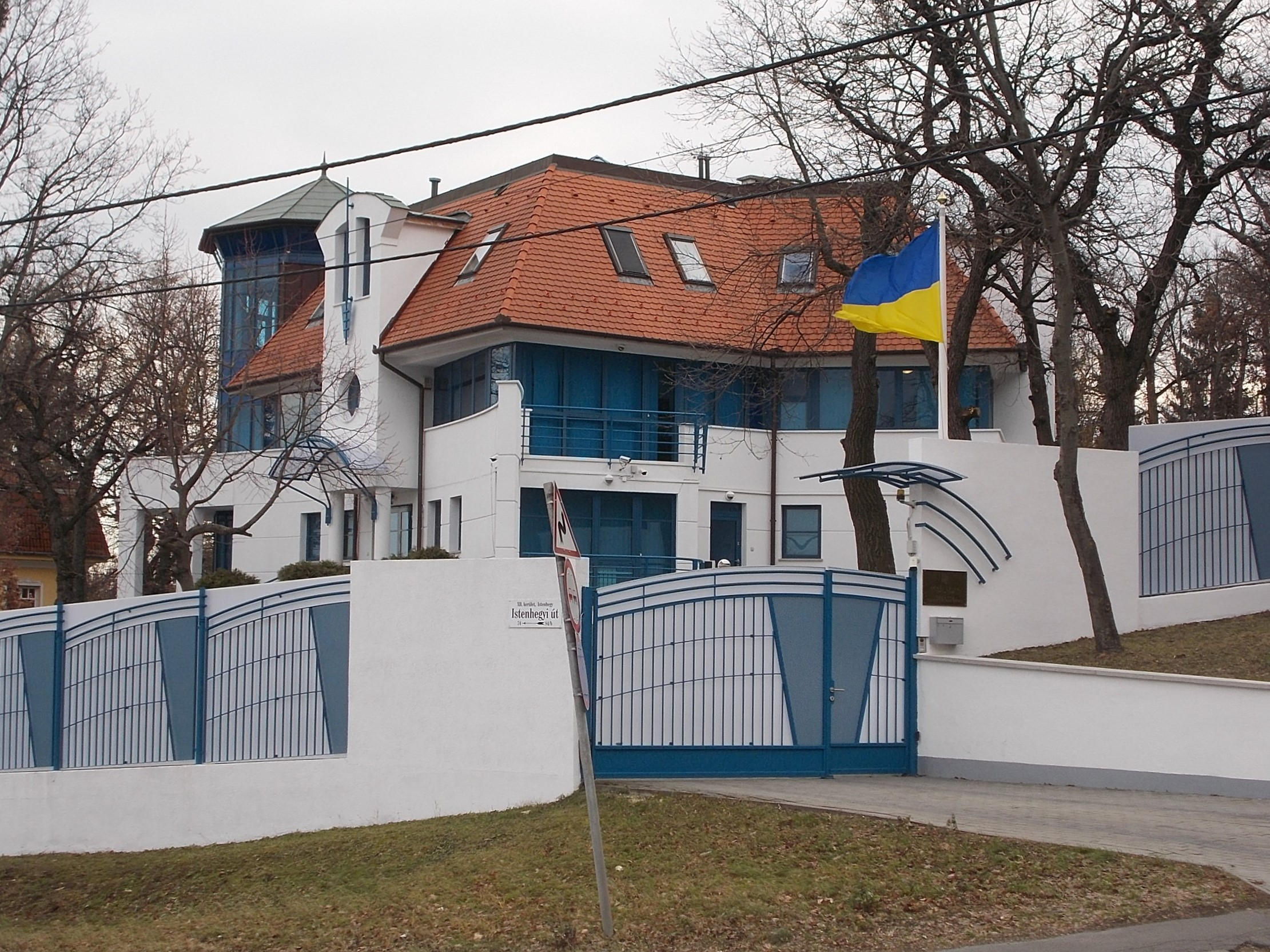
Ukrainische Botschaft in Budapest (2018)

Die Ukrainische Botschaft in Budapest ist die diplomatische Vertretung der Ukraine in Ungarn. Das Botschaftsgebäude befindet sich in der Istenhegyi út 84/B im Budapester XII. Bezirk auf Budaer Seite. Ukrainische Botschafterin in Ungarn ist seit Mai 2016 Ljubow Nepop.

## Geschichte

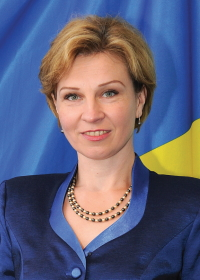
Ljubow Nepop, Botschafterin seit 2016

Mit dem Zerfall des Zarenreichs entstand 1918 erstmals ein ukrainischer Nationalstaat. Das unabhängige Ungarn erkannte den Ukrainischen Staat an. Jarossewytsch Roman Hnatowytsch wurde 1919 erster ukrainischer Botschafter in Ungarn. Im Russischen Bürgerkrieg eroberte die Rote Armee den größten Teil der Ukraine und diese wurde als Ukrainische Sozialistische Sowjetrepublik in die Sowjetunion eingegliedert. Wolodymyr Sikewytsch war 1921 der letzte Botschafter der Ukraine in Ungarn.
Nach dem Zerfall der Sowjetunion erklärte sich die Ukraine im Dezember 1991 für unabhängig. Die Botschaft in Budapest gehörte zu den ersten diplomatischen Vertretungen des Landes und wurde am 26. März 1992 eröffnet. Der erste Geschäftsträger war Dmytro Tkach, er wurde später zum Botschafter ernannt. Im Mai 2016 wurde Ljubow Nepop als erste Frau ukrainische Botschafterin in Ungarn.
Die ukrainische Minderheit in Ungarn umfasste nach der Volkszählung des Jahres 2011 5633 Ukrainer und 3323 Ruthenen, mit 2283 Personen lebt ungefähr der vierte Teil in Budapest.

## Konsulareinrichtungen der Ukraine in Ungarn
- Konsularabteilung der Botschaft der Ukraine in Budapest
- Generalkonsulat der Ukraine in Nyíregyháza

## Botschaftsgebäude in Budapest
Sitz der Botschaft ist seit 2006 ein 1997 erbautes Gebäude in der Istenhegyi út 84/B im XII. Bezirk (Hegyvidék) der ungarischen Hauptstadt.